# Obagues de Senllí
L'Obaga del Senllí, o Obagues de Sentllir, és una obaga del terme municipal de Conca de Dalt, a l'antic terme d'Hortoneda de la Conca, al Pallars Jussà, en territori que havia estat del poble d'Hortoneda.
Es troba al nord-est d'Hortoneda, a l'esquerra del barranc de la Creu, al nord de Casa Senllí.